# هنري دبليو. هولت
هنري دبليو. هولت (بالإنجليزية: Henry W. Holt)‏ هو قاضي ومحامي وسياسي أمريكي، ولد في 14 سبتمبر 1864 في الولايات المتحدة، وتوفي في 4 أكتوبر 1947 في نفس البلد.